# Рувензорі

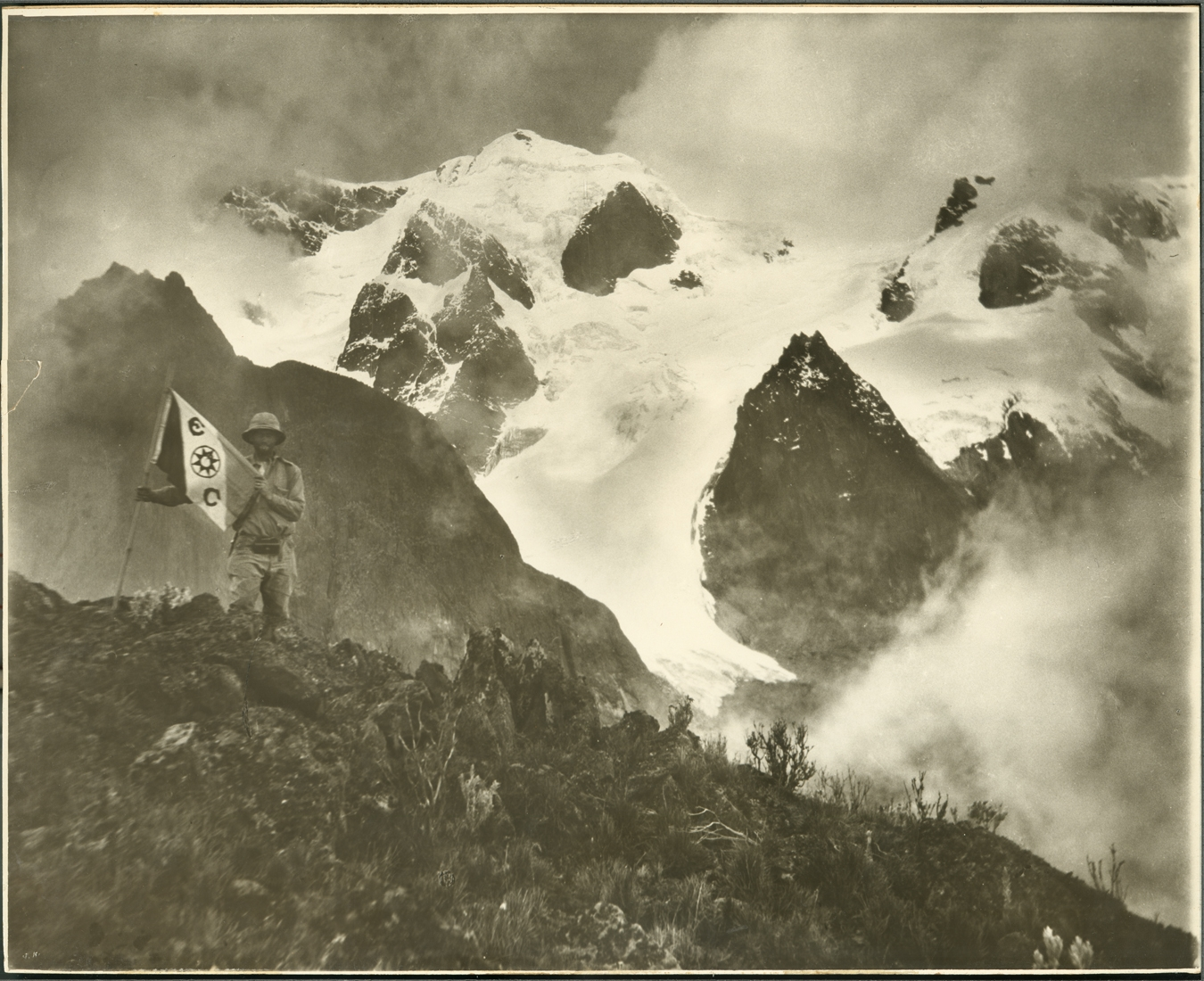
Орнітолог Джеймс П. в горах Рувензорі, 1925 р.

Рувензо́рі (Ruwenzori) або Рвензо́рі (Rwenzori) — гірське пасмо у Східній та Центральній Африці, на кордоні Уганди і Демократичної Республіки Конго. Можливо, це саме той гірський хребет, який раніше називали «Місячні гори» і античними географами вказувався як витік Нілу.
Гори є частиною Національного парку «Гори Рувензорі», який було засновано в 1991 році. У 1994 році його було включено до списку Всесвітньої спадщини ЮНЕСКО через його надзвичайну природну красу. 

## Географія
Гори Рувензорі, розташовані у західній частині Східно-Африканської рифтової системи, мають не вулканічне походження, вони утворилися близько трьох мільйонів років тому наприкінці пліоцену, у результаті підняття блоків докембрійських кристалічних порід, у тому числі: гнейсу, амфіболітових гранітів і кварциту. Вони знаходяться на флангах рифту Альбертин, західної гілки Східно-Африканського рифту.
На південь від хребта — озера Едуард і Джордж, на заході протікає річка Семлікі, що впадає в озеро Альберт, яке розташоване на північний схід від хребта.
Довжина хребта становить 120 км, ширина — 50 км. Хребет включає 6 основних вершин: Маргерита (Стенлі) 5109 м, Спік 4890 м, Бейкер 4843 м, Емін 4798 м, Гессі 4715 м і Луїджі ді Савоя 4627 м. Вершина Стенлі — третя за висотою вершина Африки після Кіліманджаро та гори Кенія. Підносячи свої вершини на висоту понад 5 км над рівнем моря, гори утворюють потужний бар'єр на шляху повітряних течій, що викликає конденсацію вологи. З бар'єрною роллю Рувензорі пов'язана велика кількість опадів на його схилах і в середній частині долини Семлікі, що безпосередньо прилягає до західного підніжжя масиву.
Густі хмари оперізують Рувензорі суцільним кільцем і нависають над навколишньою місцевістю. Гори вкриті хмарами 300 днів на рік, що, зокрема, перешкоджає супутниковому спостереженню за таненням їх льодовиків.
У 1906 році число льодовиків становило 43 і їх площа була 7,5 км² — половина всієї площі заледеніння в Африці. За даними БСЭ, площа льодовиків 5 км². У 1957—1961 рр., за даними гляціологічних експедицій, які вивчали зледеніння, тоді тут налічувалося 37 льодовиків. За даними досліджень Всесвітньої служби моніторингу льодовиків WGMS 2005 року площа заледеніння — 1,5 км² і присутня тільки на трьох вершинах, а впродовж 2020—2030 років льодовики Рувензорі можуть повністю зникнути.

Стенлі, який 1876 року відкрив гори Рувензорі, так їх описує:
Трапляється, що за пів години до заходу сонця вітер зганяє хмари, і тоді один пік за іншим з'являється в синьому небі, одна за іншою оголюються потужні вершини; білосніжні поля і все хвилясте громаддя сяє у повній своїй величі, поки не сутеніє і темна ніч не вкриє його ще темнішим шатром.

## Галерея

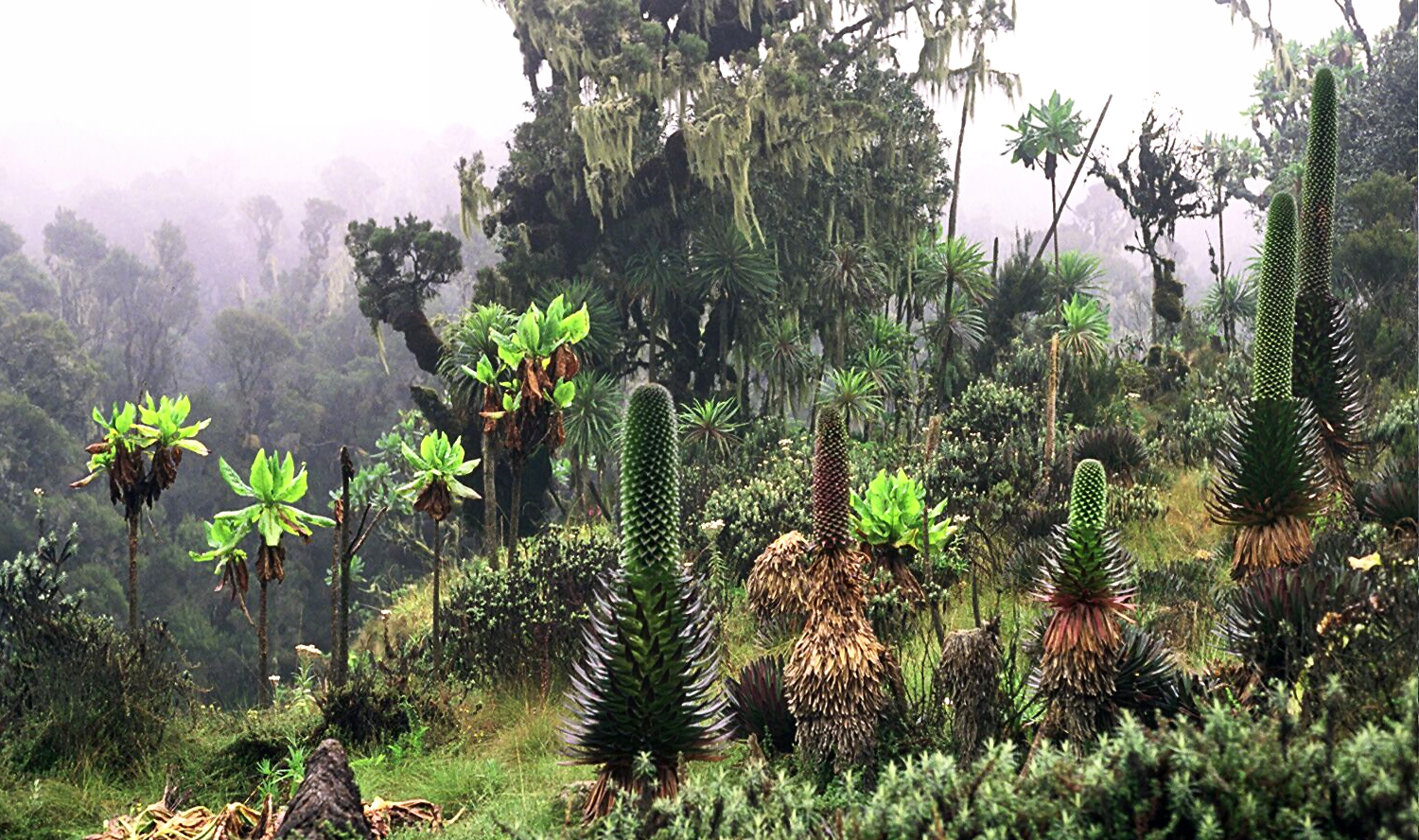
Рослинність на висоті 3700 м
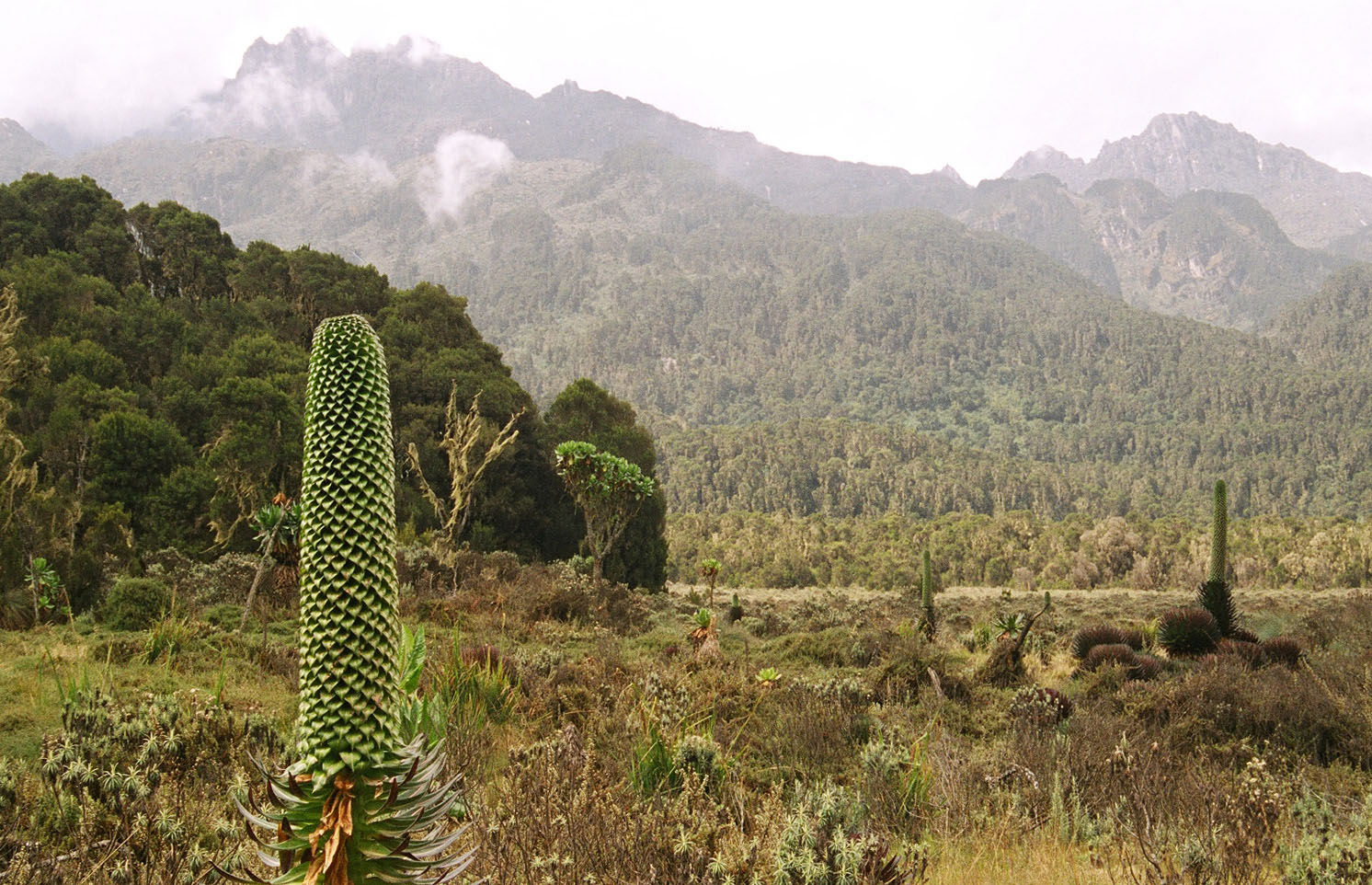
Нижнє болото Біго в Рувензорі
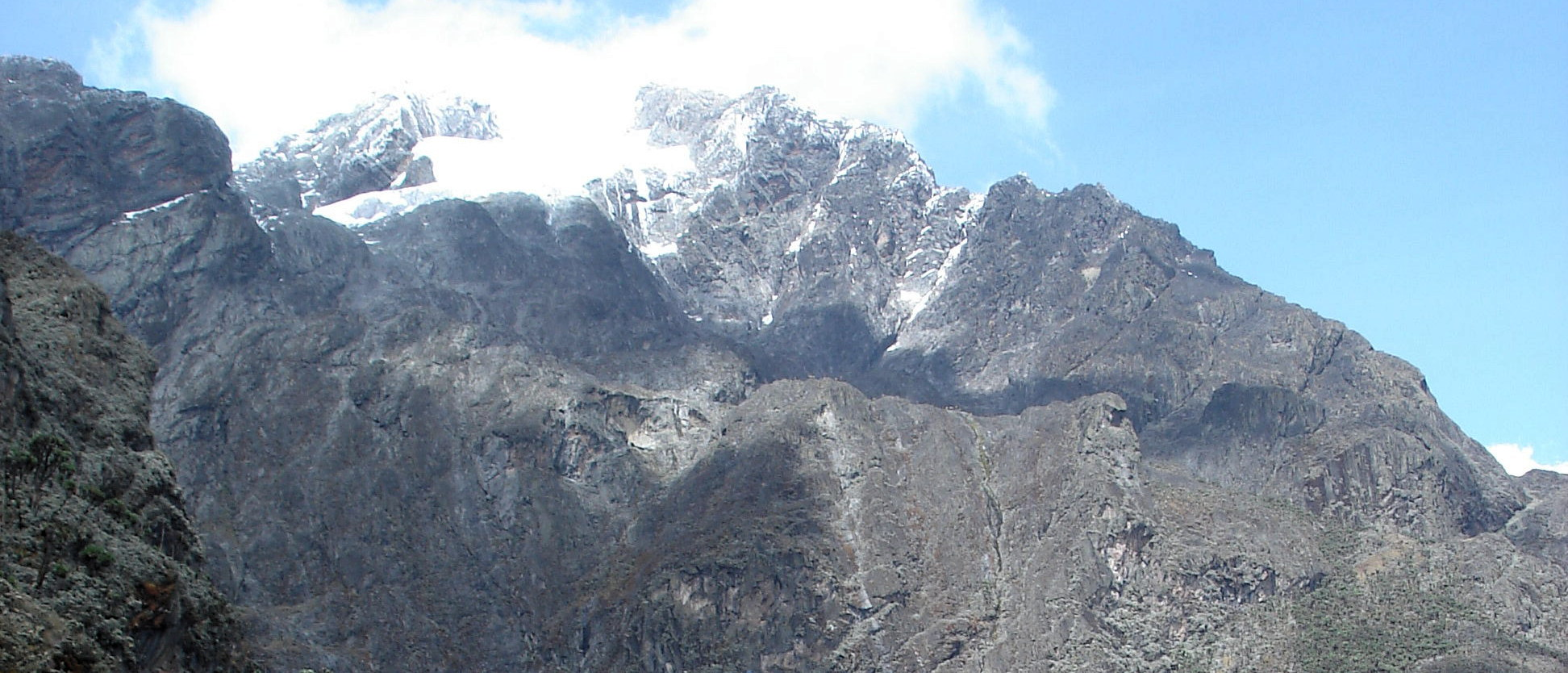
Пік Маргерити
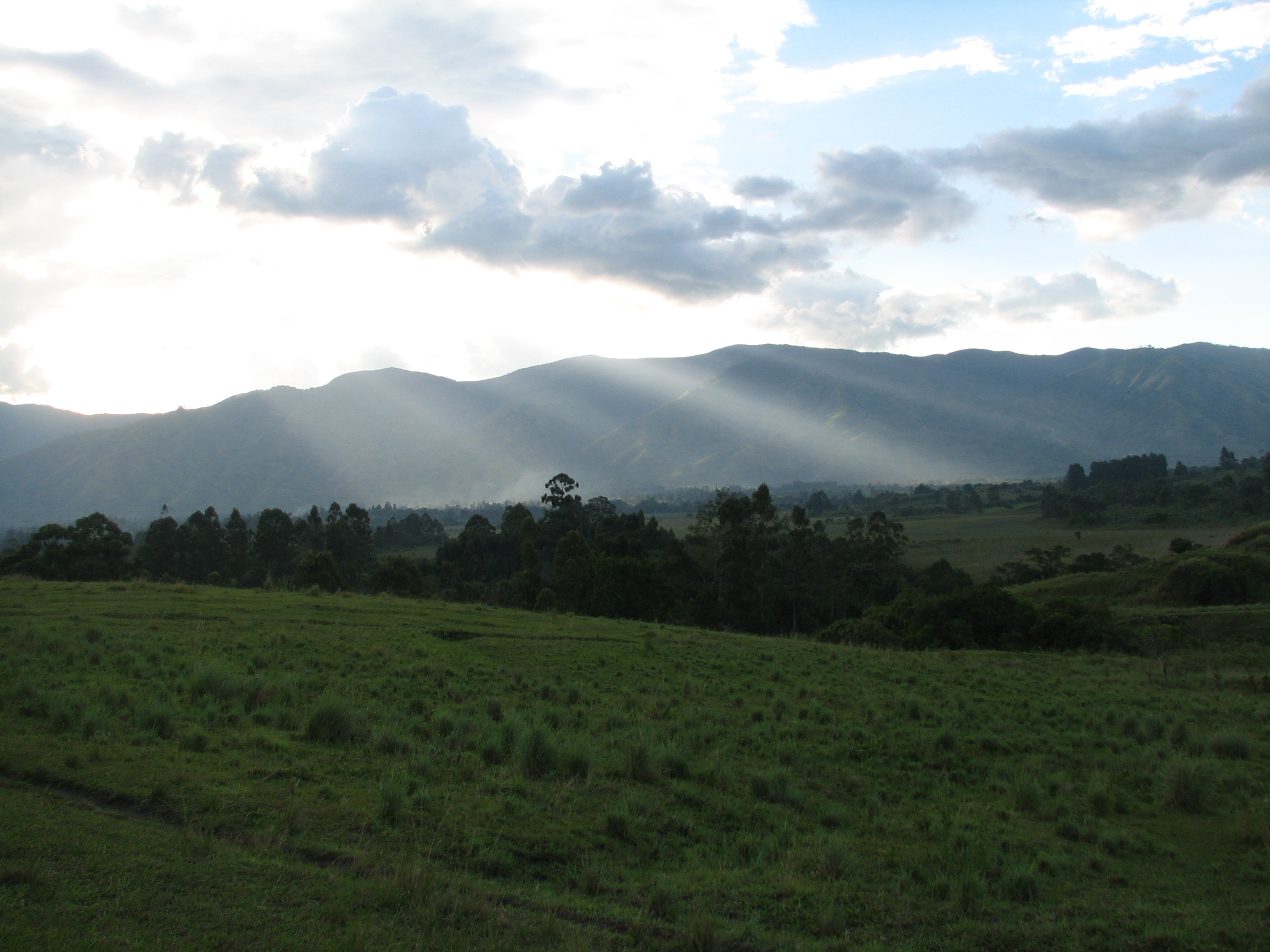
Передгір'я Рувензорі

## Історія
Масив відкритий 1876 року експедицією Генрі Мортона Стенлі.